# سایوز تی‌ام‌ای-۲۰ام
سایوز-تی‌ام‌ای-۲۰ام (به روسی: Союз )(به معنای اتحاد) یک مأموریت سرنشین دار سازمان ملی فضانوردی روسیه و آخرین پرواز فضاپیمای نسل سایوزTMA-M به سمت ایستگاه فضایی بین‌المللی محسوب می‌شود.

همچنین فضاپیمای این مأموریت وظیفه ارسال و بازگرداندن تعدادی از فضانوردان گروه اعزامی ۴۷ و گروه اعزامی ۴۸ را نیز بر عهده داشت.

## خدمه مأموریت
| نام            | ملیت                | تعداد پرواز | نقش عملیاتی | تصویر |
| الکسی اوچنین   | روسیه               | ۱           | فرمانده     |       |
| اولگ شکریپوچکا | روسیه               | ۲           | مهندس پرواز |       |
| جفری ویلیامز   | ایالات متحده آمریکا | ۴           | مهندس پرواز |       |

## نگارخانه

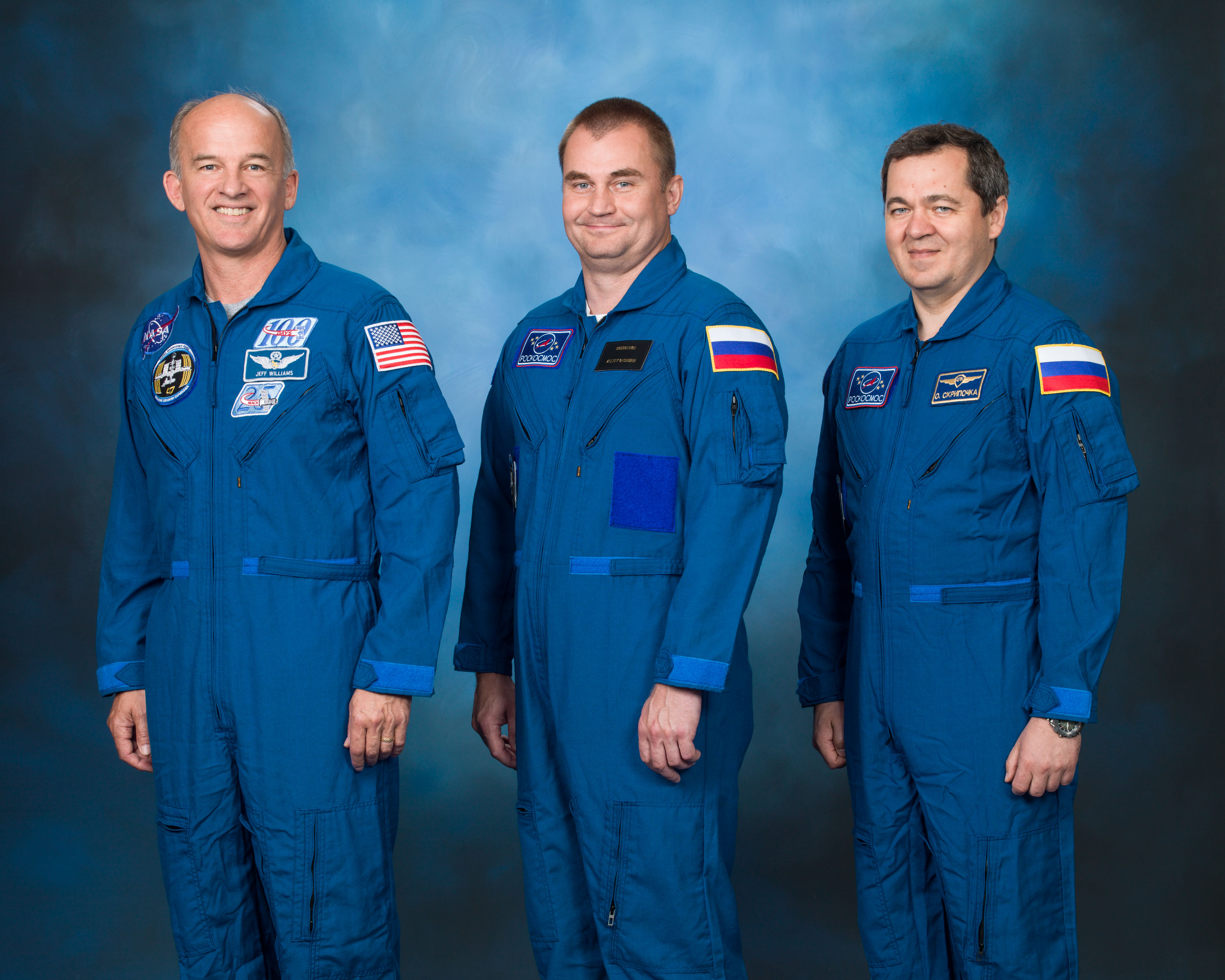
فضانوردان اصلی تی‌ام‌ای-۲۰ام
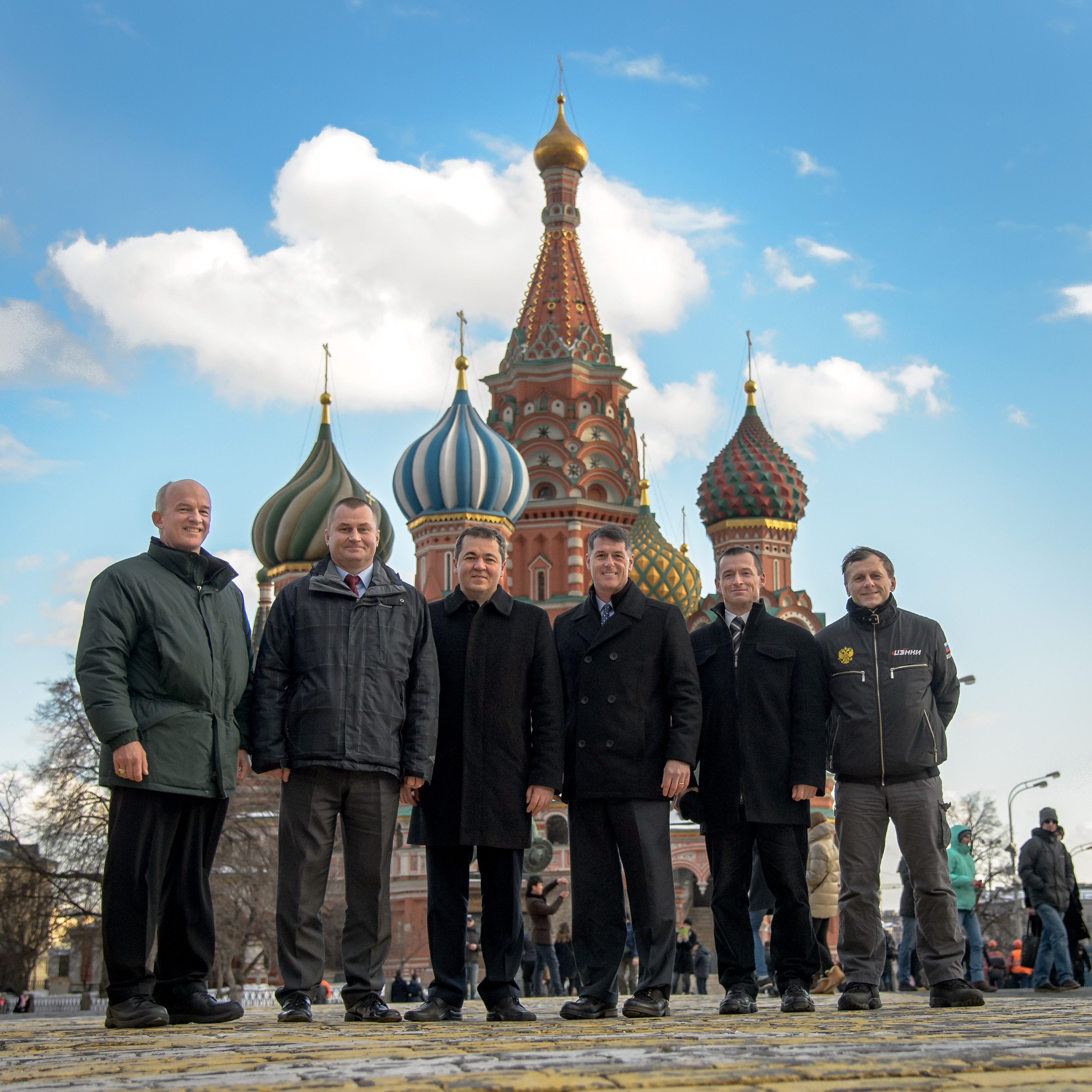
فضانوردان اصلی و پشتیبان تی‌ام‌ای-۲۰ام
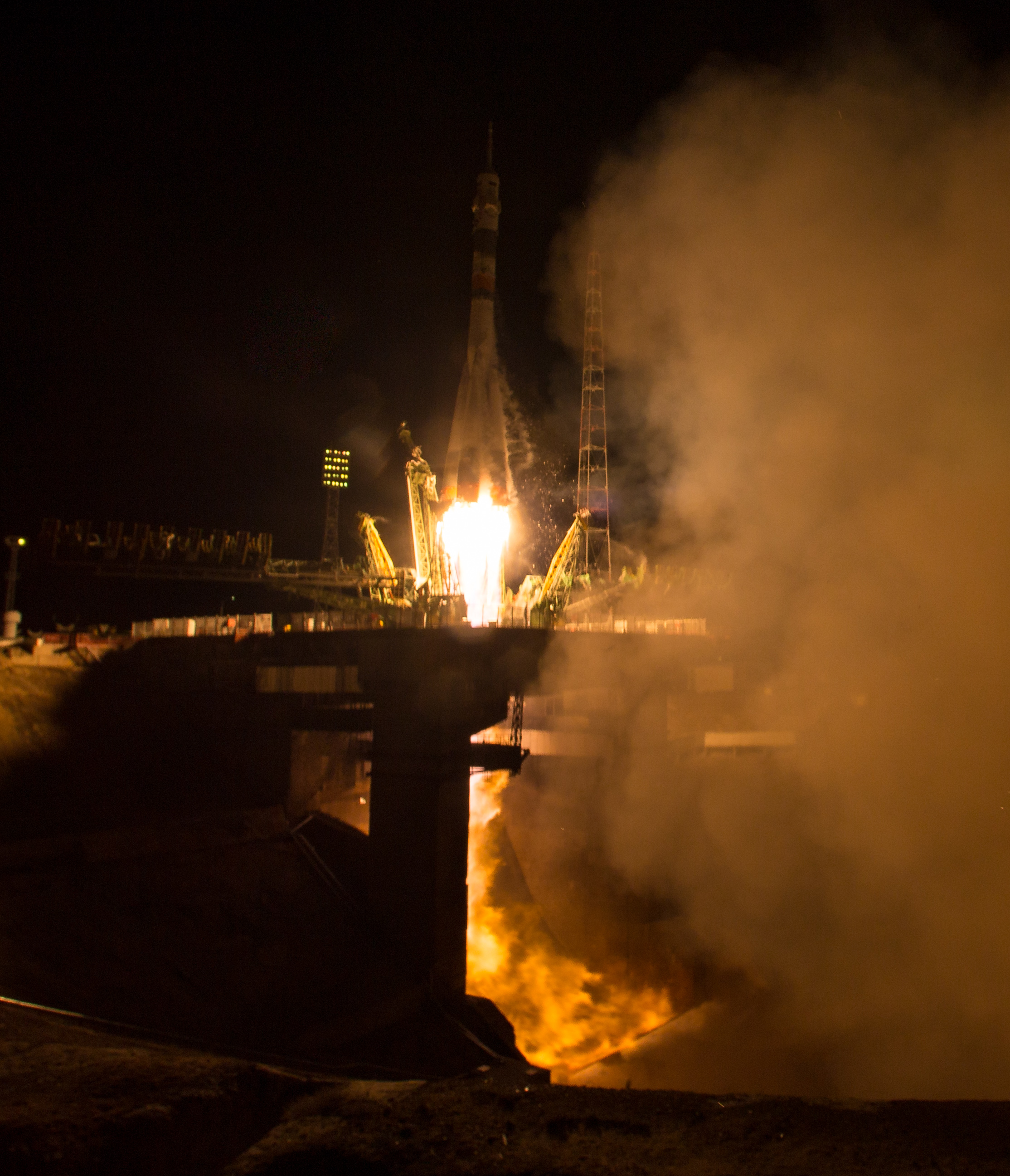
پرتاب تی‌ام‌ای-۲۰ام
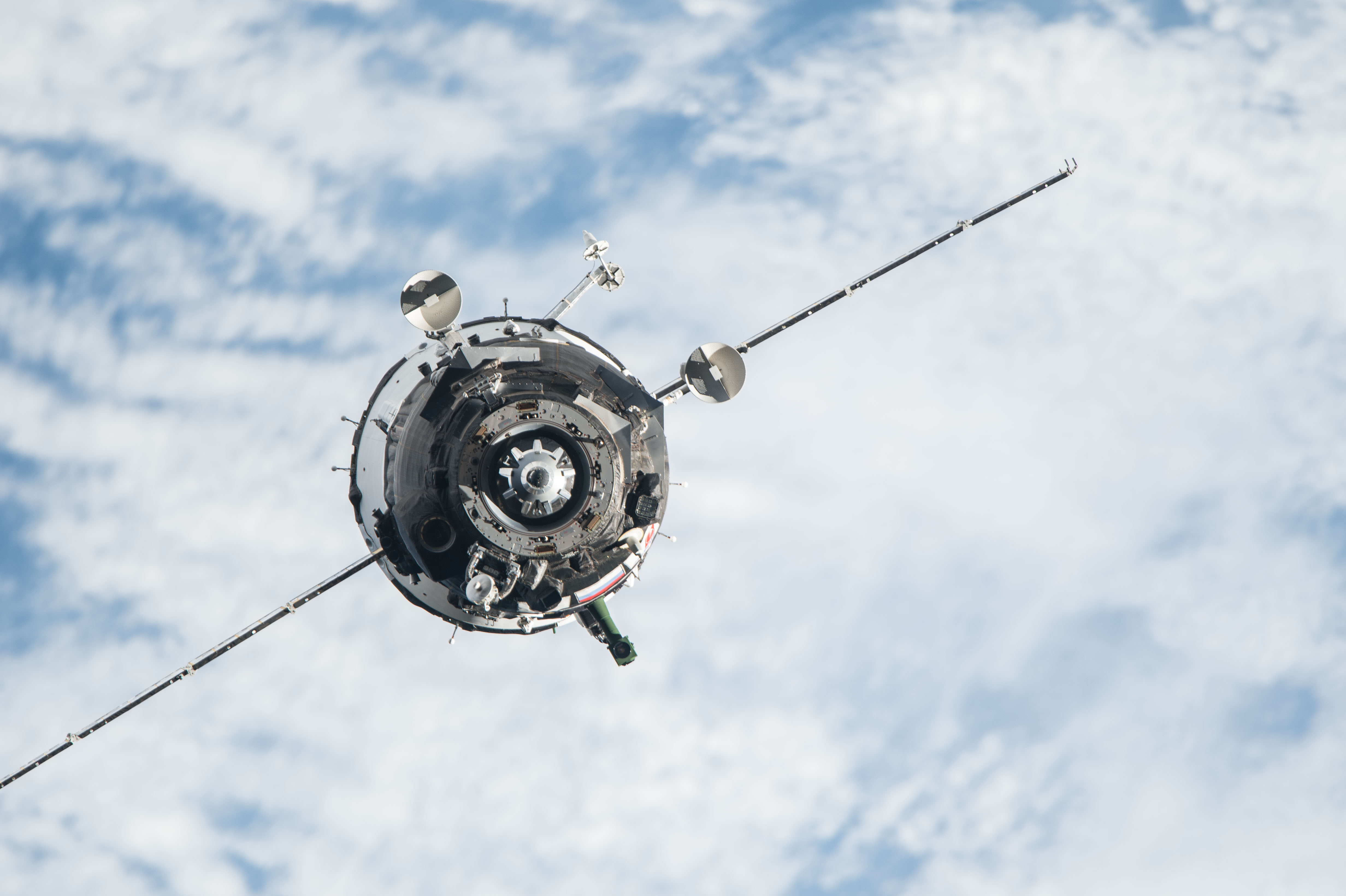
تی‌ام‌ای-۲۰ام به ایستگاه نزدیک می‌شود
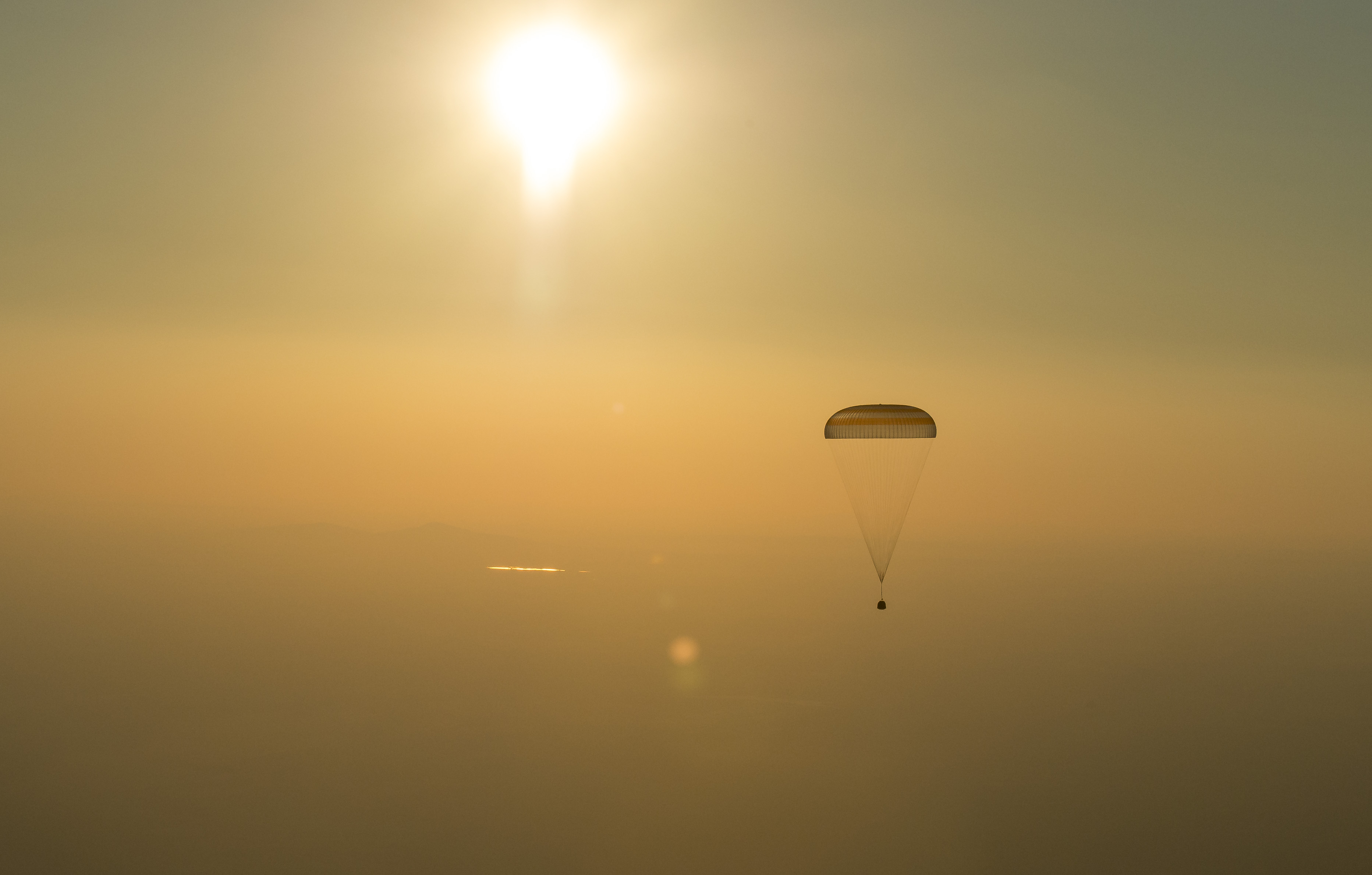
تی‌ام‌ای-۲۰ام در راه بازگشت به زمین
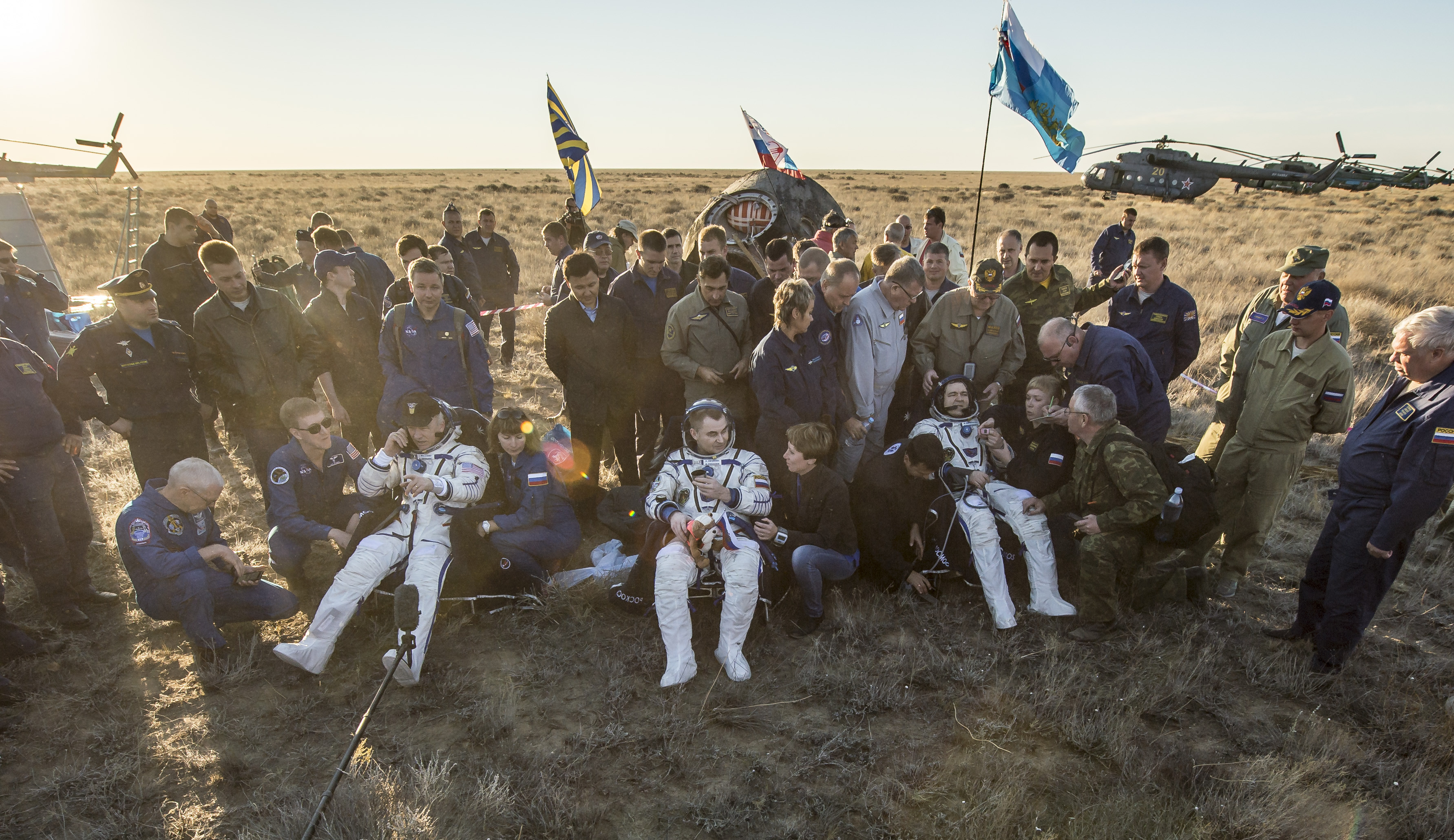
گروه اعزامی ۴۸ پس از فرود